# Peter Thangaraj

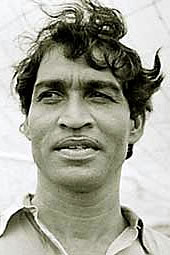
Peter Thangaraj

Peter Thangaraj (Andhra Pradesh, 1938 - Bokaro, 24 november 2008) was een Indiaas voetbalkeeper die gold als een van de beste doelmannen die het land heeft voortgebracht. Van 1954 tot 1968 kwam hij uit voor het nationale team. Thangaraj stond onder de lat toen India in 1962 in Jakarta tijdens de Aziatische Spelen de voetbal-finale won van Zuid-Korea (2-1). Hij was ook doelman in het Indiase elftal tijdens de Olympische Spelen van Melbourne (1956) en Rome (1960). In 1958 werd hij uitgeroepen tot beste keeper van Azië. In 1968 kreeg hij de Arjuna Award. In 1971 stopte hij met voetbal. 
Zijn belangrijkste clubs waren Madras Regimental Centre (waar hij speelde als midvoor) en de topclubs van Kolkata: Mohun Bagan, East Bengal en Mohammedan Sporting. Na zijn voetbalcarrière was Thangaraj trainer, onder meer van Vasco in Goa. Hij was een van de initiatiefnemers van een voetbal-academie en trainde plaatselijke voetballers. Thangaraj stierf aan de gevolgen van een hartaanval.